# Gadabédji
Gadabédji est une commune rurale et une localité du Niger, département de Bermo, région de Maradi.

## Géographie
La localité de Gadabédji est située à 74 km au nord-est de Dakoro, région de Maradi.
| Tamaya        | Ingall                 | Aderbissinat |
| Azèye, Abalak | Gadabédji              | Tarka        |
| Bermo         | Roumbou I, Bader Goula | Tagriss      |

## Histoire
La commune rurale de Gadabédji instaurée en 2002. Initialement rattachée au département de Dakoro, elle dépend du département de Bermo depuis 2011.

## Population
Lors du recensement général de 2012, la population communale est relevée à 21 513 habitants, dont 816 habitants pour la localité chef-lieu communal.

## Localités
La commune s'étend sur 59 villages, 27 hameaux et 12 camps au nord du département de Bermo.

## Services et infrastructures
- Centre de Santé Intégré (CSI) à Gadabédji[5].
- Collège d'enseignement général (CEG) à Gadabédji.
- Centre de formation des métiers (CFM) à Gadabédji.